# Roca Espana
La Roca Espana és una muntanya de 2.522 metres que es troba al municipi de Lladorre, a la comarca del Pallars Sobirà.